# Josef Wiesmayr
Josef Wiesmayr (* 9. Jänner 1920 in Melk; † 27. Februar 1994 in Linz) war ein österreichischer Politiker (SPÖ) und Krankenhausangestellter. Wiesmayr war von 1954 bis 1979 Abgeordneter zum Landtag von Niederösterreich.
Wiesmayr besuchte nach der Volksschule das Stiftsgymnasium Melk und schloss seine Schulbildung mit der Matura ab. Er wurde 1939 Gemeindebediensteter und 1940 zum Militärdienst eingezogen, wobei er in französische Kriegsgefangenschaft geriet und erst 1946 zurückkehrte. Nach seiner Rückkehr trat er wieder in den Dienst der Gemeinde ein und war ab 1950 Gemeinderattypos in Melk. Wiesmayr wurde 1954 Bezirksparteivorsitzender und hatte zwischen 1955 und 1970 das Amt des Vizebürgermeisters inne. Er war zudem ab 1960 Kurator der Landeshypothekenanstalt und vertrat die SPÖ vom 10. November 1954 bis zum 19. April 1979 im Niederösterreichischen Landtag. 